# Bottom (bdsm)

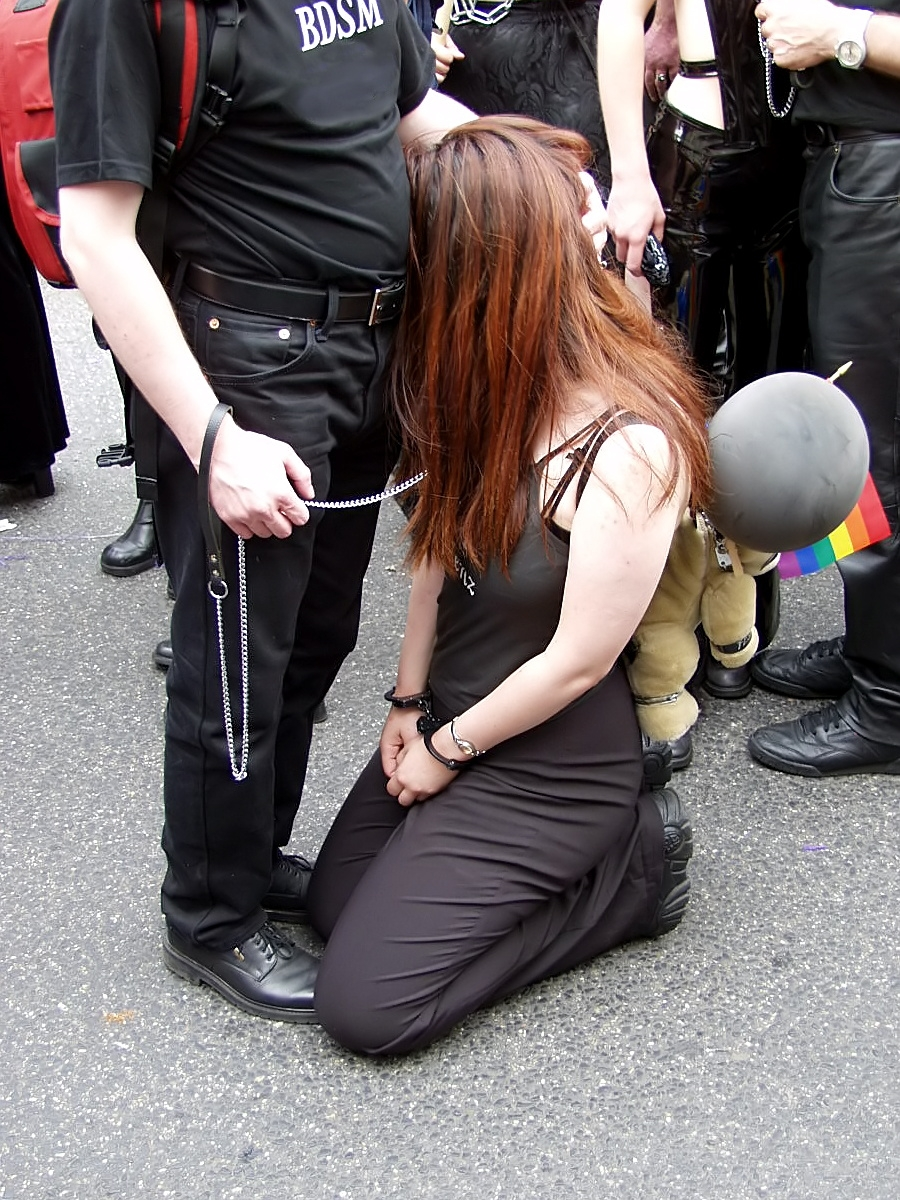
Top en bottom

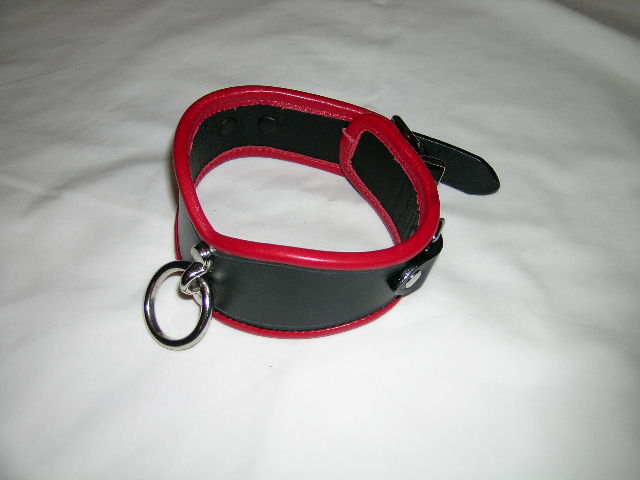
Een halsband zoals die frequent door bottoms gedragen wordt

Bottom is een seksuele rol in de sm-wereld. De rol behelst het vervullen van de onderworpen, onderdanige, al dan niet gepenetreerde partner tijdens het sm-seksspel. Het staat in direct verband met de rol van seksslaaf tijdens sadistische seksspelen als vernedering, dienen en leiden en die tijdens bondage en spanking. De tegenovergestelde rol heet top.

## Bottom in het algemeen
Meer in het algemeen heeft bottom de betekenis van ontvangende, passieve, al dan niet gepenetreerde partner tijdens seksuele contacten.

## Rolwisseling
Een bottom lijkt slechts de onderworpen rol te spelen, maar zoals vaker bij sm, bedriegt de schijn vaker. De bottom geniet ervan bevelen te krijgen van de dominerende top, zonder 'recht' te hebben op seksuele stimuli. Anderzijds kan de bottom degene zijn die psychische en seksuele stimuli 'ontvangt', maar er niet genotvol op reageert tegenover de partner die ze toedient.
Ook is het de ontoegeeflijke bottom die het sm-spel start door de top de opdracht te geven de gewenste handelingen te verrichten. De top kan alleen top spelen als de bottom daartoe instrueert.

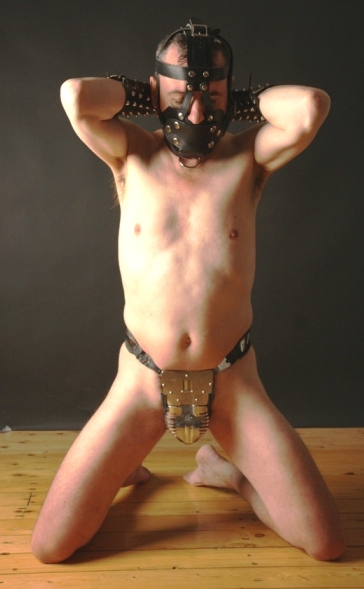
Een mannelijke bottom in een typerende positie, op de knieën en met de handen achter zijn hoofd gevouwen, die drie voor zijn status bijzonder karakteristieke attributen draagt, te weten een zware stalen kuisheidsgordel, een leren muilkorf en een leren halsband

## Attributen
Om de status van een bottom binnen een sm-spel of relatie aan alle deelnemers of toeschouwers duidelijk te maken, worden vaak allerlei fetisjachtige attributen gebruikt, zoals een leren of stalen halsband, een masker, muilkorf, knevel, hand- of voetboeien etc., die niet alleen een praktische functie maar ook een grote symboolwaarde bezitten. Het dragen van een kuisheidsgordel maakt bijvoorbeeld duidelijk dat de bottom de zeggenschap over zijn seksualiteit aan de dominant heeft overgedragen. Daarnaast wordt de ongelijkheid tussen beide partners regelmatig in een reeks van gedragsregels tot uitdrukking gebracht (met betrekking tot staan, zitten, spreken etc.), die een soort van sm-etiquette kunnen vormen. 

## Afspraken
Om verantwoord aan bdsm te doen zonder te belanden in eenzijdig toegepast sadisme is het belangrijk dat de vrijwillige partners verantwoordelijkheid erkennen voor elkanders seksuele gevoelens, behoeften en psychologische en lichamelijke grenzen. Zo is het niet verantwoord een sm-spel aan te gaan met een partner met onverwerkte gewelddadige seksuele ervaringen als incest, verkrachting en mishandeling.
De top heeft een grote verantwoording tegenover de bottom. Kent de top de grenzen van de bottom niet of onvoldoende, kan er grote emotionele, psychische of fysieke schade aan de bottom gedaan worden. De top moet dus veel aandacht aan de reacties van de bottom besteden.
Belangrijk is met elkaar een stopwoord af te spreken dat uitgesproken wordt als het spel voor een deelnemende niet meer als prettig ervaren wordt.